# Что творят мужчины!
«Что творя́т мужчи́ны!» — российская комедия режиссёра и сценариста Сарика Андреасяна, спин-офф романтической комедии Артёма Аксёненко «Мужчина с гарантией», где ранее Дмитрий Нагиев уже появлялся в образе эксцентричного миллионера, страдающего лишним весом. Дата выхода в прокат — 28 февраля 2013 года. Фильм стал лидером российского проката по итогам уикенда 28 февраля — 3 марта.

## Сюжет
«Что творят мужчины!» — эпатажная комедия для взрослых, которая расскажет, что же творят мужчины, когда они оказываются на берегу тёплого моря в окружении прекрасных девушек в бикини. Четвёрке молодых людей (Таир Мамедов, Гавр Гордеев, Роман Юнусов, Константин Крюков) сделали предложение, от которого невозможно отказаться.
Экстравагантный миллионер присылает им приглашение принять участие в секс-турнире — игре с призом в полмиллиона долларов. Цель — соблазнить как можно больше женщин за 5 дней пребывания на морском курорте. Получив задание, великолепная четверка бросается в бой. Каждый применит свой фирменный арсенал, и все будут близки к тому, чтобы получить заветный куш, записав новые жертвы в список своих мужских побед. 
Однако, по ходу сюжета в игру, в которой участвуют четверо героев, вносит коррективы любовь.

## В ролях
- Таир Мамедов — Даниэль
- Роман Юнусов — Гоша
- Константин Крюков — Ярик
- Гавриил Гордеев — Аркадий
- Равшана Куркова[7] — Алиса
- Анна Хилькевич — Татьяна
- Кристина Асмус — сектантка / Света[8]
- Наталия Медведева — Рита
- Екатерина Скулкина — проститутка
- Даша Астафьева
- Дмитрий Нагиев — Владимир Лапутёв, организатор конкурса[9]
- Андрей Федорцов — помощник организатора конкурса
- Виктория Таранец
- Алексей Лихницкий
- Андрей Свиридов
- Михаил Крылов и другие[5][6]

## Создатели
- Авторы сценария: Сарик Андреасян, Тигран Бакумян, Павел Воронин, Ярослав Лукашевич
- Режиссёр-постановщик: Сарик Андреасян
- Художник-постановщик: Екатерина Савкина
- Композиторы: Гарик Папоян, Дарин Сысоев
- Звукорежиссёры: Даниил Коржов, Василий Крачковский
- Исполнительный продюсер: Даниил Махорт
- Генеральные продюсеры: Сарик Андреасян, Гевонд Андреасян, Георгий Малков, Владимир Поляков

## Критика
Фильм получил преимущественно негативные отзывы критиков. По данным агрегаторов «Критиканство» и Megacritic, его средняя оценка составила около 4 из 10. Некоторых критиков возмутило, что с помощью названия фильм пытались привязать к более успешной комедии «О чём говорят мужчины».
Станислав Орлов, «Кино Mail.ru»:

Очередная посредственная и несмешная псевдокомедия, пытающаяся эксплуатировать хотя бы в названии чужие достижения. <…> Продюсеры решили, что коммерческий успех произведения «О чём говорят мужчины» должен привлечь какое-то количество публики, и, в общем, не слишком обманули аудиторию. Ну, может быть, совсем чуть-чуть, ведь эти мужчины ничего не творят, но от них этого никто и не ждал. Ждали прибауток-шуточек, получите: «Думал, сердце прихватило, оказалось — просто газы». Смешно? Ну, кто-то в зале смеётся — и ладно.

Кирилл Илюхин, «Weburg»:

Перед нами запредельно пошлая комедия, в которой нет юмора, зато много раздетых женщин и актёров из «Универа», «Камеди-клаба» и «Камеди-вумен». Хотя даже комедией это назвать сложно, это набор несмешных гэгов, большую часть из которых показали в трейлере фильма, и если и выезжающих, то только на харизме упомянутых актёров. <…> Всё это, традиционно по-сариковски, превращено в рекламный ролик с жалким подобием юмора. Ну надо же откуда-то брать деньги на производство подобных фильмов, ни один человек в здравом уме не даст ни копейки на производство ужасающего треша с жанром «андреасянская комедия». Вот и приходится то тут, то там вставлять рекламу пива и машин. Хотя, в отличие от «Того ещё Карлосона», тут между рекламой есть диалоги. Не ахти какие диалоги, ведь авторского юмора Андреасяну хватило на пару шуток, всё остальное он неумело скопировал из голливудских комедий, где они смотрелись намного уместней. <…> Просмотр этого фильма был сравним с путешествием по нескольким кругам ада.

«Time Out»:

Главный пропагандист всего «доброго» (и даже немножко «вечного») в отечественном киномейнстриме Сарик Андреасян, кажется, нащупал новую узловую точку русской доброты — теперь это не отцовство, оно же материнство («Беременный»), не мама («Мамы») и даже не старший товарищ-юморист («Тот ещё Карлосон!»). Теперь это обычная подстилка — творят мужчины, как водится, непотребства. Но Андреасян не был бы собой, если бы не подавал всё под соусом позитивного отношения к жизни: стерпится-слюбится, что называется, да и путь от подстилки до мамы, ну или хотя бы беременной, оказывается недолог.

Вера Хрусталёва, «Обзор кино»:

Фильм, надо понимать, «18+», женскую грудь зритель видит чаще, чем лица главных героев. Несложно догадаться, что весь нехитрый сюжет был выдуман исключительно для обоснования такого количества обнажённых красавиц в кадре. <…> …естественно, смотреть это не нужно. И проследите на всякий случай, чтобы ваши дети тоже не посмотрели.